# Milford (Michigan)
Milford è un villaggio della Contea di Oakland, nello stato americano del Michigan. Durante il censimento del 2000 sono stati registrati 6.272 residenti, aumentati nel 2008 a 6.482.

## Geografia fisica
Secondo lo United States Census Bureau, il villaggio ha un'area totale di 2,5miglia quadrate, corrispondenti a 6,5km², dei quali il 2,39% composti di acqua e la restante percentuale di terreni.

## Società

### Evoluzione demografica
Nel censimento del 2000, tra le 6.272 persone registrate, vi erano 2.427 possidenti di beni immobili e 1.706 famiglie. 2.491 abitazioni componevano una densità media di 392.6/km². La composizione razziale della popolazione era così divisa: 97,35% di caucasici; 0,16% di afroamericani; 0,38% di nativi americani; 0,49% di asiatici; 1,32% di ispanici o latinoamericani e 0,35% di altre razze.
Per quanto riguarda l'età media, essa si aggira attorno ai 35 anni di età. In percentuale, il 28,6% della popolazione è minorenne, il 6,4% ha un'età dai 18 ai 24 anni, il 33% dai 25 ai 44, il 21,6% dai 45 ai 64 ed il 10,4% è ultrasessantacinquenne.
Per ogni 100 persone di sesso femminile, ve ne sono 91,2 di sesso maschile.

## Storia
Il villaggio di Milford fu fondato nel 1832, a partire da una segheria, dai fratelli Elizur e Stanley Ruggles. Gli archivi primari della contea indicano, però, che un'organizzazione formale fu istituita solamente nel 1834. Nello stesso anno fu costruito, da Luman Fuller, il primo mulino per la produzione di farina, seguito l'anno successivo da un ufficio postale fondato da Aaron Phelps, che sarebbe divenuto il suo primo direttore.
Nel 1836 fu creato il lago artificiale denominato Lower Mill Pond, che avrebbe fornito di energia idroelettrica le fabbriche ed infrastrutture del circondario. Nel 1845 vi si aggiunse l'Upper Mill Pond. Nel 1911, infine, venne a formarsi l'Hubbell Pond a causa della creazione di una diga sul fiume Huron, che avrebbe generato più elettricità.
Nel 1892, l'energia idroelettrica rese Milford una delle prime comunità con fornitura di luce elettrica. Un anno più tardi fu attivato, nel villaggio, anche un servizio telefonico.
Nel 1939, Henry Ford fece costruire un impianto carburatore e due stazioni idroelettriche a Milford, per permettere ai residenti di mantenere invariata la loro produzione nell'agricoltura pur andando a lavorare nelle fabbriche. L'impianto carburatore è stato demolito nel 2002. Nel 2004, invece, sono iniziati i lavori di restaurazione della stazione Art déco, che rimane situata sul torrente Pettibone che scorre nel villaggio.

## Istruzione
Il villaggio di Milford è parte del distretto scolastico della Huron Valley; le scuola localizzate all'interno del villaggio sono:

le scuole elementari Baker, Johnson e Kurtz, la scuola media Muir.